# Kumla
Kumla város Svédországban, Örebro megyében. Kumla község székhelye. Lakossága 13 033 fő.

## Történelem
A 19. század első felétől, Kumla városa a cipőkészítésről volt híres. A városi rangot 1942-ben kapta meg. 1971-től Kumla község székhelye.

## Napjainkban
A városban két jelentős gyár van. A dzsemkészítéssel foglalkozó Bob illetve a kommunikációs eszközökkel foglalkozó Ericsson.
Kumlában található az ország jelenlegi legnagyobb börtöne a Kumlaanstalten. A börtönben 257 elítélt van jelenleg, köztük Svédország legelvetemültebb bűnözői.

## Külső hivatkozások
- Hivatalos oldal[halott link]